# Holger Brunn
Holger Brunn war ein dänischer Hersteller von Automobilen.

## Unternehmensgeschichte
Das Unternehmen aus Kopenhagen begann 1901 mit der Produktion von Automobilen. Der Markenname lautete Brunn. 1905 endete die Produktion.